# Gare de Lake Louise
La gare de Lake Louise (Lake Louise Railway Station en anglais) est une ancienne gare ferroviaire canadienne, située au hameau de Lake Louise, sur le Parc national de Banff (District d'amélioration No 9), dans la province de l'Alberta.
Le bâtiment de la Canadien Pacifique est reconnu Gare ferroviaire patrimoniale.

## Histoire
L’idée d’emmener des touristes à Lake Louise vient de William Van Horne; il veut que la ligne à travers les montagnes paye pour elle-même. Une première gare construite à Laggan pour servir les passagers vers 1890, repose maintenant au ‘’Heritage Park’’ à Calgary. Elle veut « transmettre le charme boisé et le confort que les touristes sont venus à associer … avec les montagnes Rocheuses ».

## Patrimoine ferroviaire
Depuis 2005, l'édifice sert de restaurant nommé The Station Restaurant (Restaurant de la gare).

La gare devenue restaurant
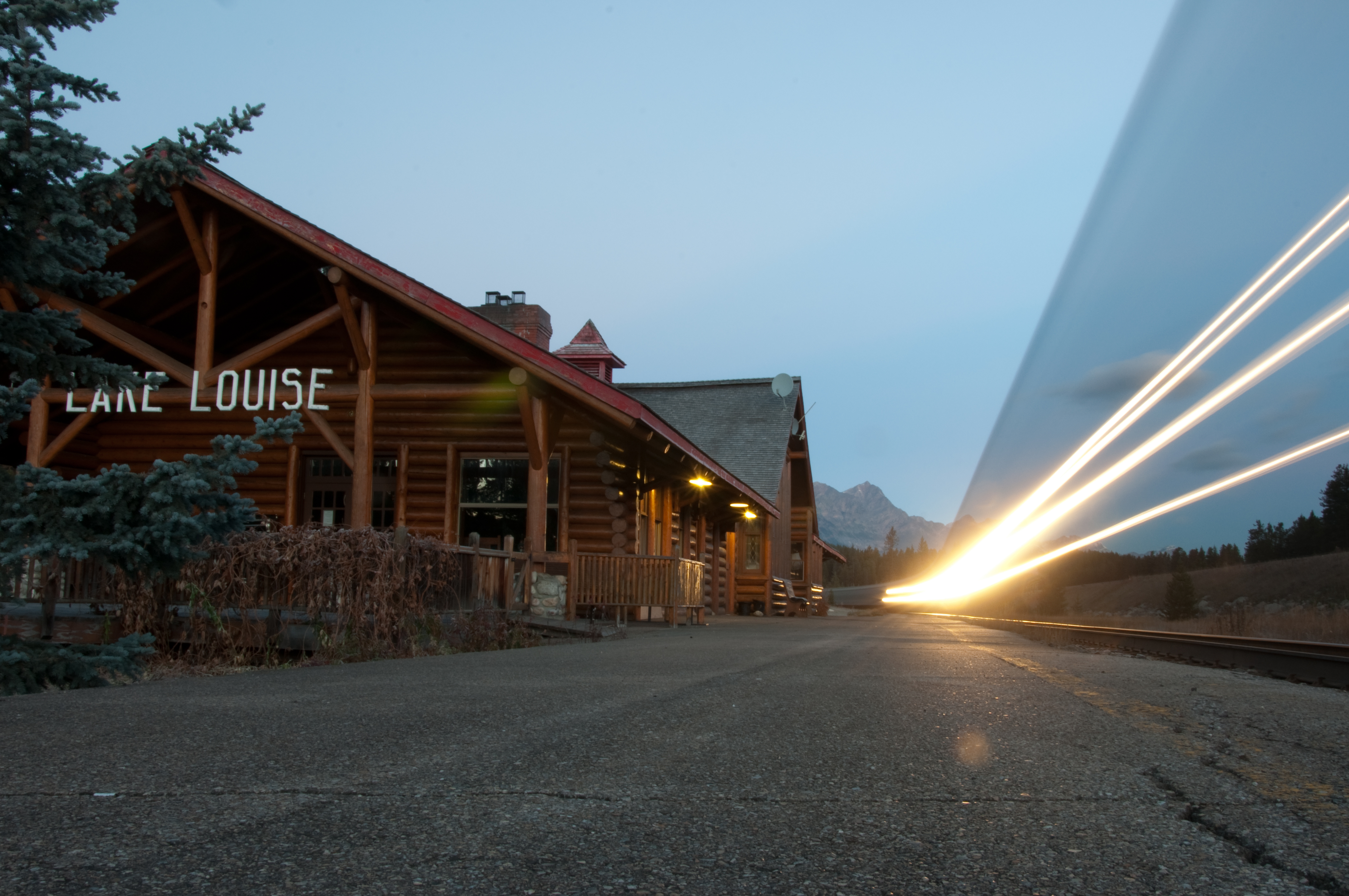
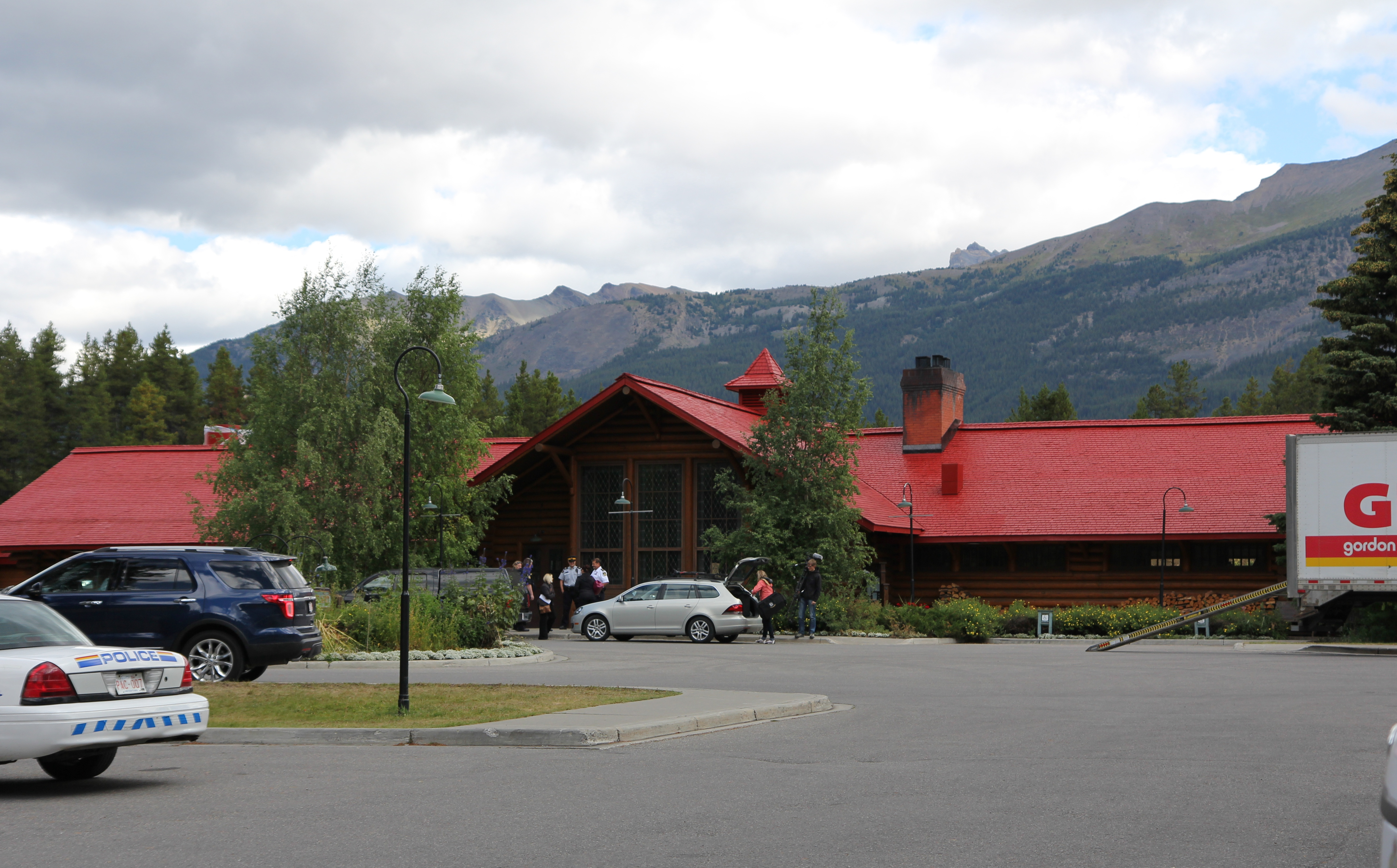